# Lisa Nicole Carson
Lisa Nicole Carson (* 12. Juli 1969 in Brooklyn, New York, New York) ist eine US-amerikanische Schauspielerin.
Nach ihrem High-School-Abschluss zog Carson zu ihrer Großmutter nach New York City, um ihren Traum von einer Schauspielkarriere zu verwirklichen. International bekannt wurde sie durch ihre Rollen in den Serien Emergency Room – Die Notaufnahme und Ally McBeal. Darüber hinaus trat sie neben Eddie Murphy und Martin Lawrence in dem Kinofilm Lebenslänglich auf.
Doch scheinbar auf dem Höhepunkt ihrer Karriere geriet sie wegen angeblicher Drogensucht und Depressionen in die Negativschlagzeilen. Sowohl bei Emergency Room – Die Notaufnahme als auch bei Ally McBeal wurde sie wegen undisziplinierten Verhaltens entlassen. Bis 2012 trat Lisa Nicole Carson danach nicht mehr als Schauspielerin in Erscheinung. Nach einer Gastrolle in der Serie Harry’s Law vergingen weitere fünf Jahre bis zu ihrem nächsten Auftritt in der Miniserie The New Edition Story.

## Filmografie
- 1991: Law & Order
- 1992: Die Bill Cosby Show (The Cosby Show, Fernsehserie, Folge 8x24 And So, We Commence)
- 1992: Uptown Comedy Club
- 1992–1993: The Apollo Comedy Hour (Fernsehserie)
- 1993: Let’s Get Bizzee
- 1993: Lifestories: Families in Crisis
- 1994: Jason’s Lyric
- 1995: Teufel in Blau (Devil in a Blue Dress)
- 1995: Divas
- 1996–2001: Emergency Room – Die Notaufnahme (ER, Fernsehserie, 29 Folgen)
- 1997: Eve’s Bayou
- 1997: Love Jones
- 1997–2002: Ally McBeal (Fernsehserie, 91 Folgen)
- 1998: Alles rein persönlich (Getting Personal)
- 1998: Damon
- 1999: Lebenslänglich (Life)
- 1999: Erdbeben-Inferno: Wenn die Welt untergeht (Aftershock: Earthquake in New York)
- 2012: Harry’s Law (Fernsehserie, 1 Folge)
- 2017: The New Edition Story  (Miniserie)